# Bruno Brocchi
Bruno Brocchi (* 1927 in Montagnola) ist ein Schweizer Architekt und ein früher Vertreter der Tessiner Architekturschule.

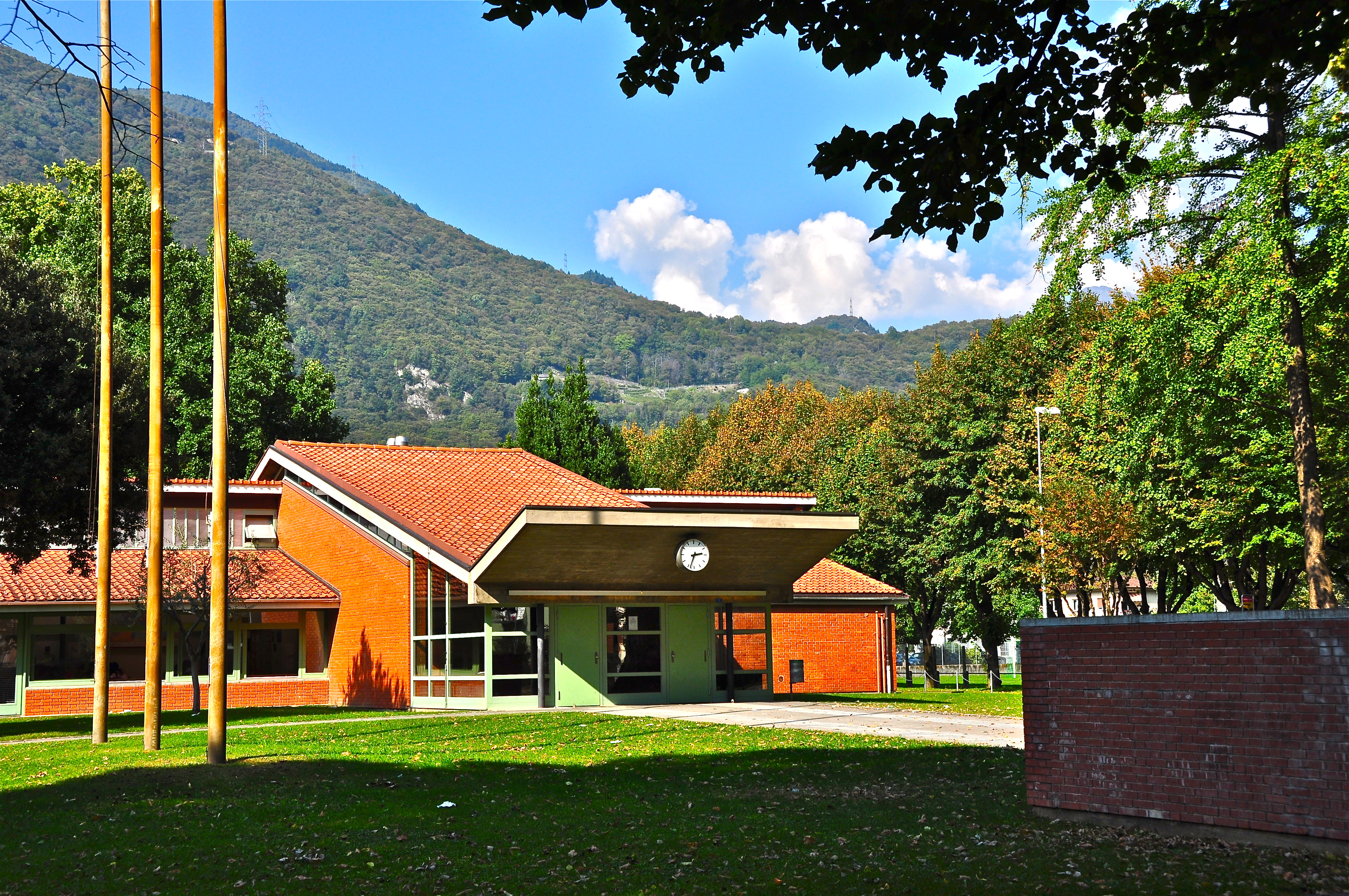
Scuola Media, Bellinzona

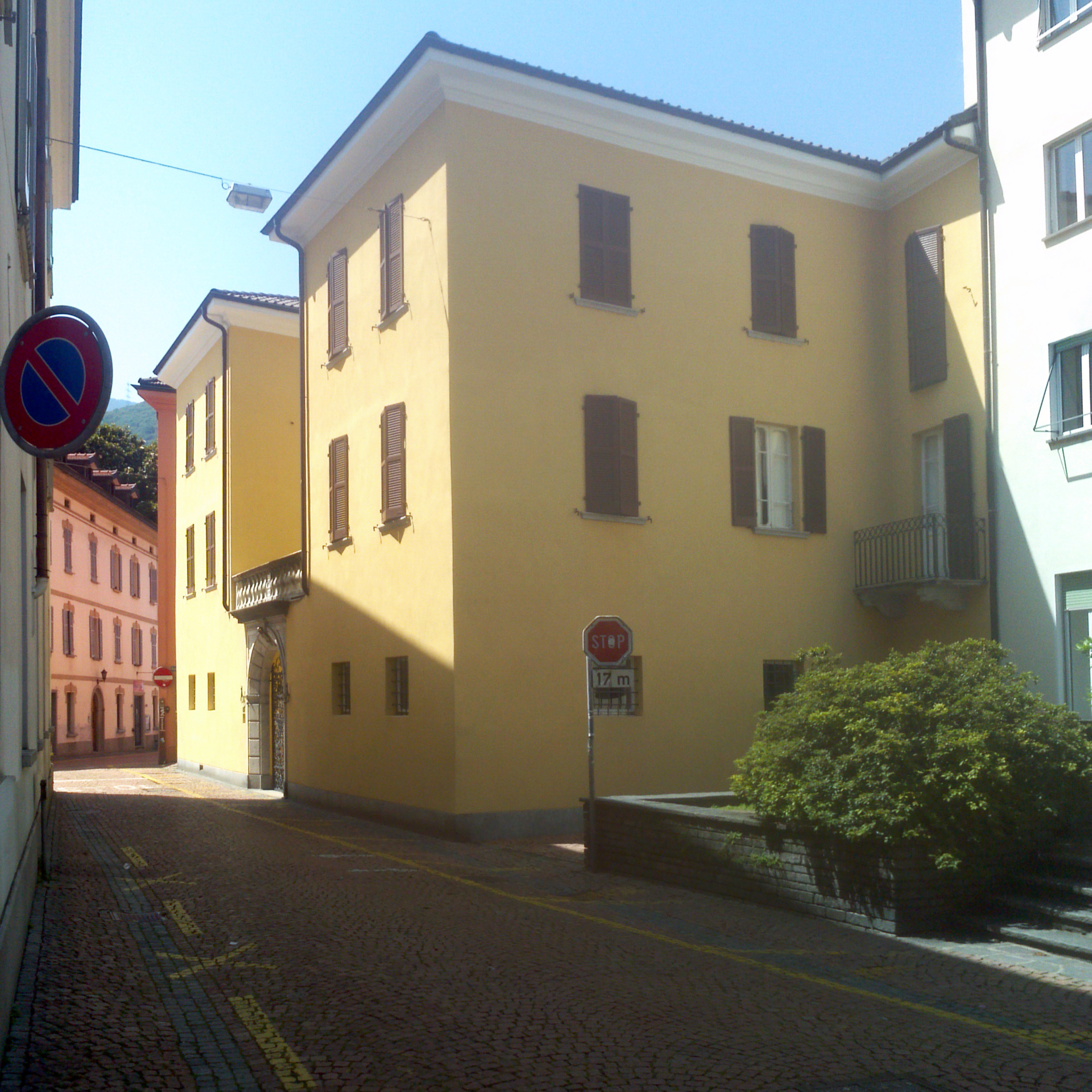
«Casa Sacchi», Via Orico 7, Bellinzona, nach Revitalisierung

## Werdegang
Bruno Brocchi besuchte die Schulen in Lugano und studierte im Anschluss Architektur am Eidgenössischen Polytechnikum Zürich. Im Jahr 1952 schloss er sein Studium erfolgreich ab und besuchte im selben Jahr einen CIAM-Sommerkurs in Venedig, wo er Studenten wie Vittorio Gregotti, Dolf Schnebli und Alain Tschumi kennenlernte. Seit seinem Abschluss arbeitete er im Atelier von Alberto Camenzind, wo er im Laufe der Jahre eine aktivere Rolle und engere Zusammenarbeit übernahm, bis er sich 1959 mit Camenzind zusammenschloss. Seit 1960 war Brocchi im Stadtplanungsbüro Brocchi - Schnebli - Bisagni in Lugano tätig. 1972 erweiterte sich das Studio mit dem Eintritt von Roberto Sennhauser und der Gründung des CBS-Kollektivstudios, das sich 1991 auflöste. Danach widmete sich Brocchi der Forschung und den historischen Untersuchungen mit seinem Kollegen Gianluigi Bisagni, die 1995 zur Gründung der Stiftung Tessiner Architektenarchive führten in der er als Mitglied des Verwaltungsrats tätig war.

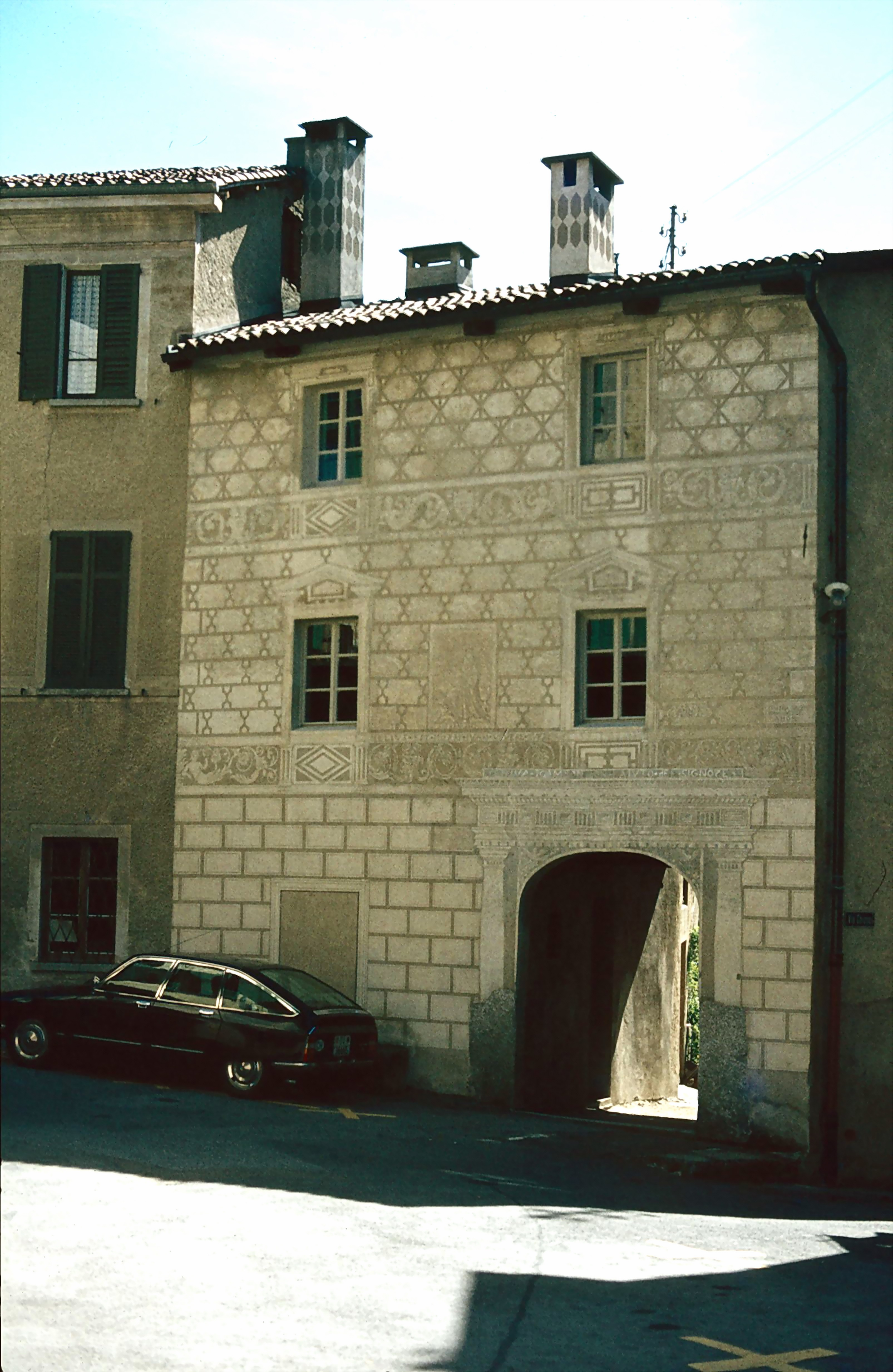
Sgrafittofassade Casa Brocchi in Gentilino
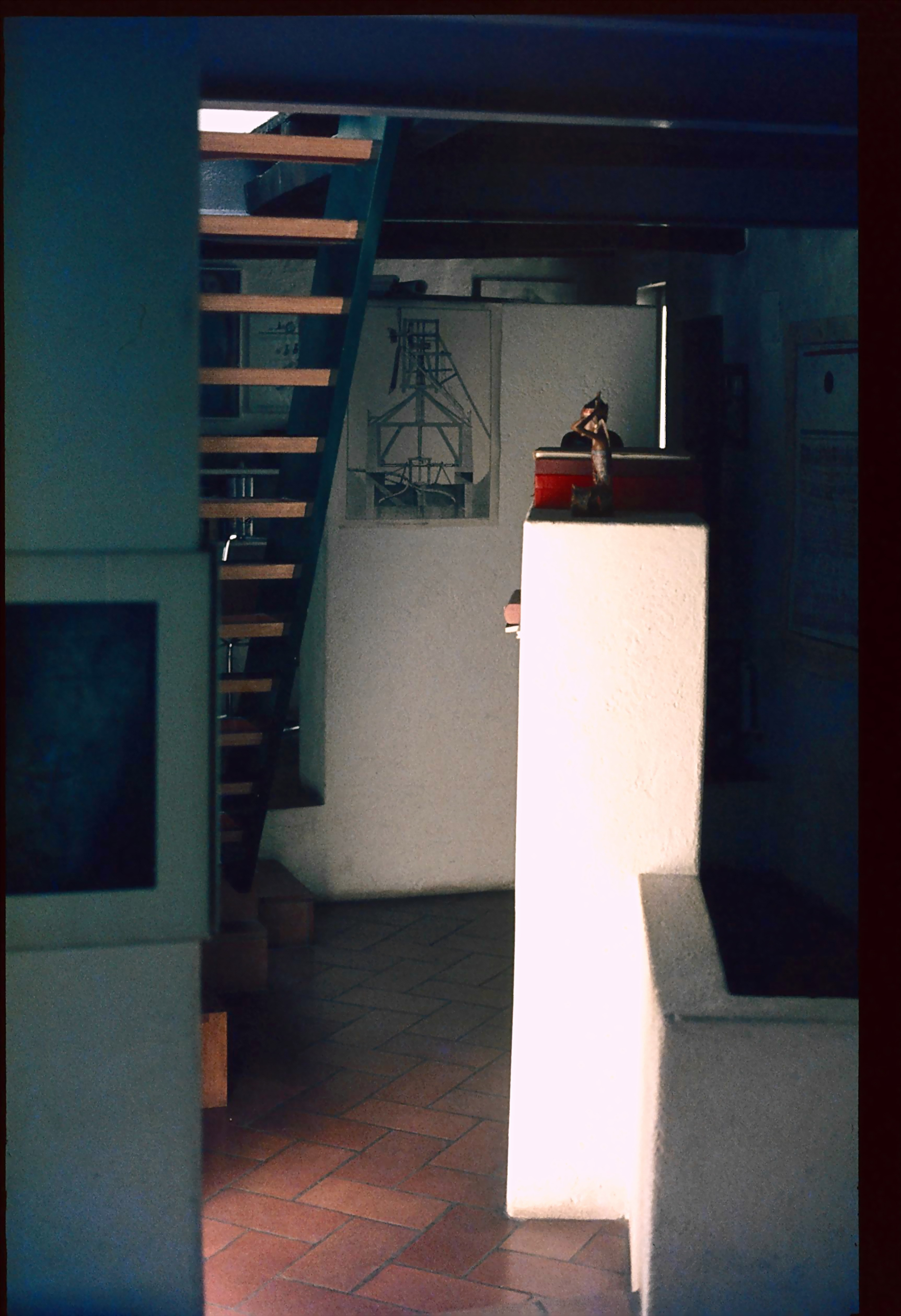
Casa Brocchi, das verwinkelte 1. Obergeschoss
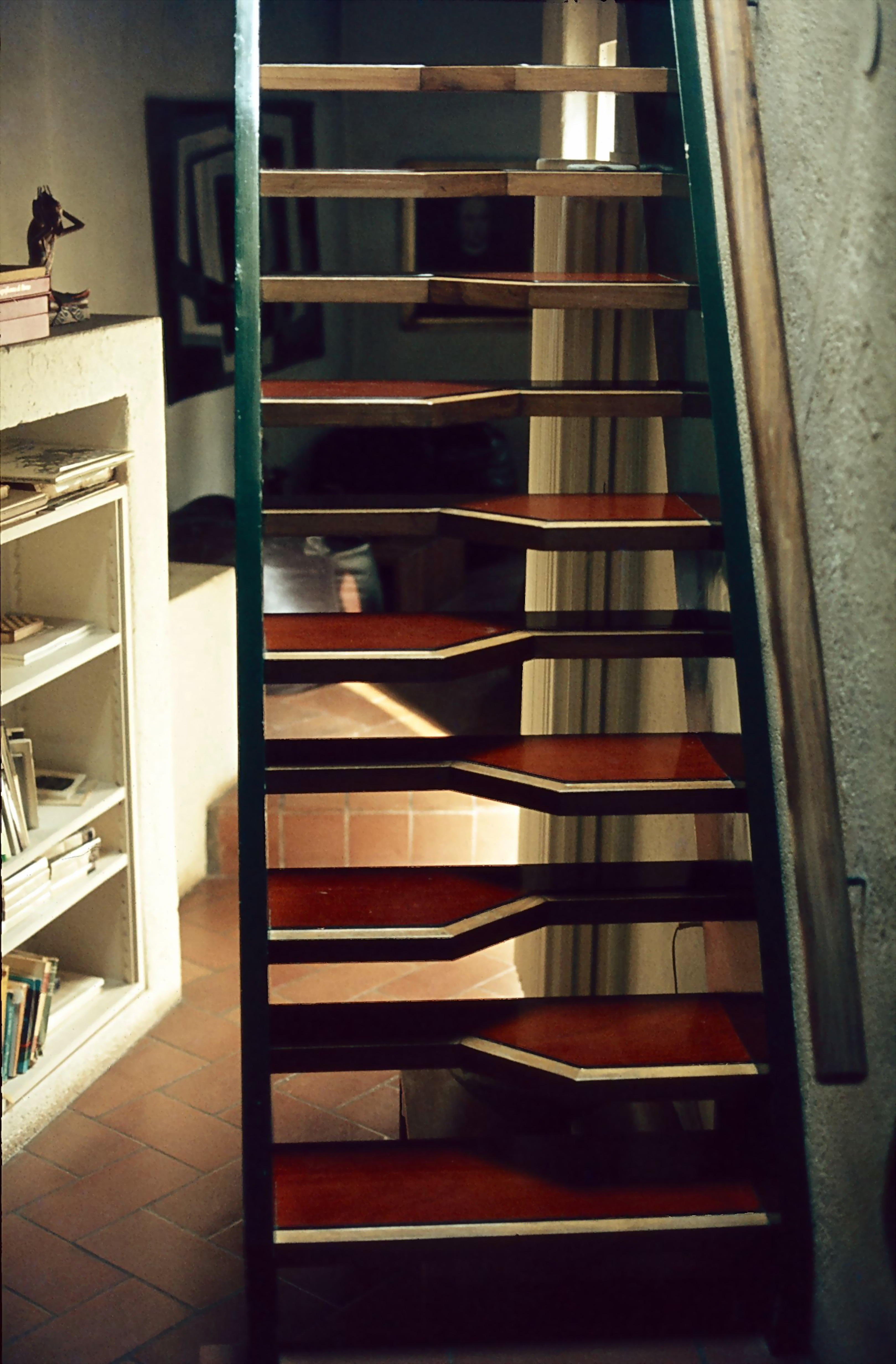
Casa Brocchi, «Schiffstreppe» zum 2. Obergeschoss
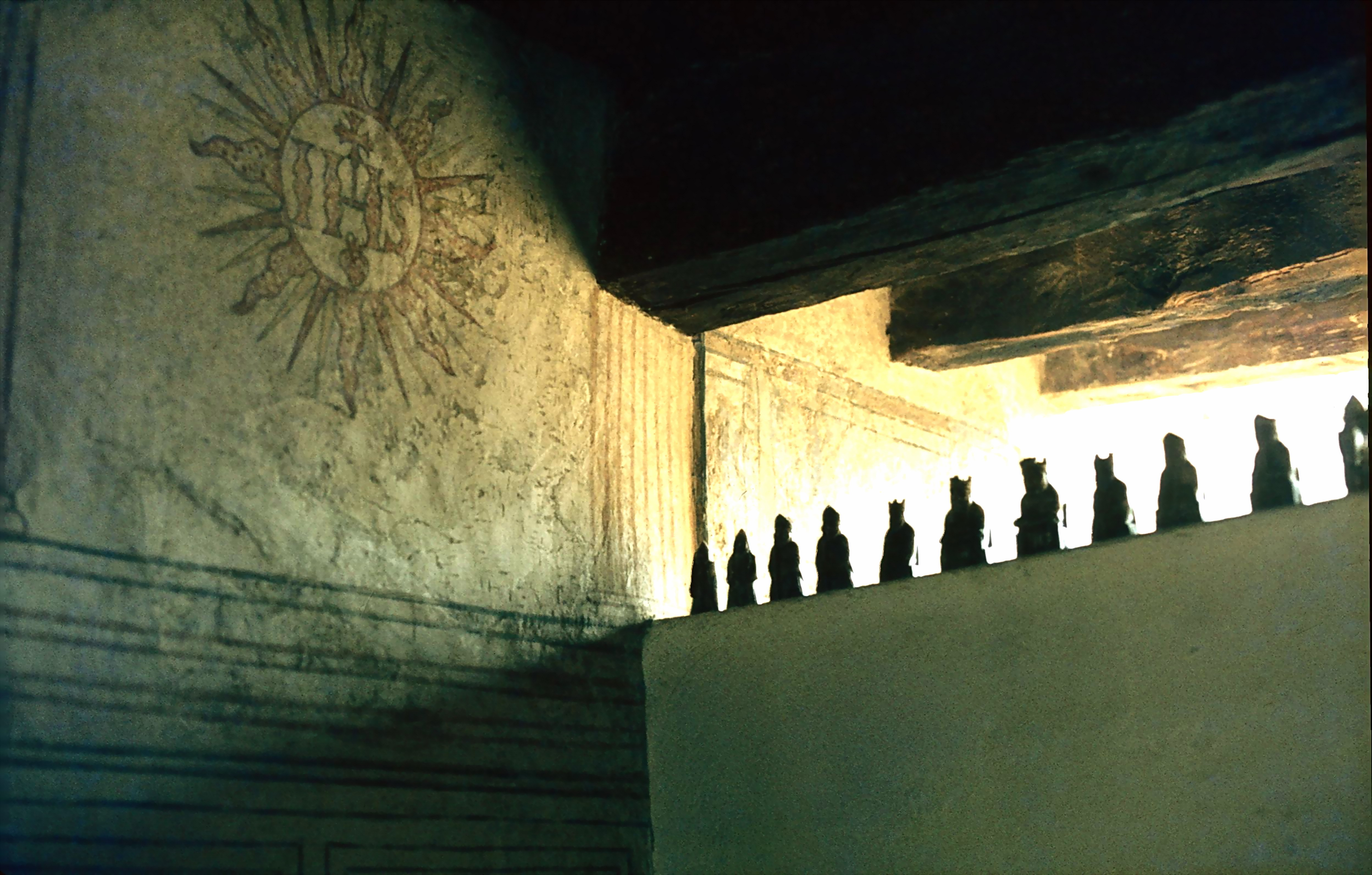
Casa Brocchi, Deckenbalken und Christus-Monogramm IHS

## Bauten
als Mitarbeiter bei Alberto Camenzind:
- 1957: Mehrfamilienhaus La Panoramica in Lugano (in: Werk, Bauen + Wohnen, Ausgaben 7–12, Seite 63, 2004)
- 1958: Gymnasium Bellinzona[4][5] als Partner der Architektengemeinschaft Camenzind-Brocchi:
- 1957–1958: Partimco – Via Antonio Riva, Lugano mit Alberto Camenzind, Sepp Schaefer und Kurt Müller[6]
- 1959: Villa Walti, Montarina-Lugano
- 1961–1963: Generalvertretung – Alfa Romeo, Agno mit Alberto Camenzind[7]
- 1961: Casa Druey, Novaggio mit Alberto Camenzind[8]
- 1968: Luban-Haus, Ascona
- 1969: Bürogebäude, Lugano mit Alberto Camenzind
- 1972: Orelli-Haus, Airolo
- Villa Olgiati, Giubiasco mit Alberto Camenzind[9]

als Partner der Architektengemeinschaft CBS:
- 1961: Wohnhaus in Novaggio[10]
- 1972: Kantonsschule Lambertenghi, Lugano mit Alberto Camenzind und Roberto Sennhauser
- 1973: Bestattungszentrum und Krematorium, Bellinzona
- 1974: Sanierung des Sacchi-Hauses, Bellinzona
- 1974: Lidorama-Residenz, Paradiso
- 1975: Luban-Häuser, Orselina
- 1976: Maghetti-Viertel, Lugano
- 1978: Schutzplan, Montagnola
- 1978: Brocchi-Amberg-Haus, Gentilino
- 1983: Kredit Schweizer Maghetti, Lugano
- 1989: Entwicklungsplan, Gentilino

## Ehrungen
als Mitarbeiter bei Alberto Camenzind:
- Das Gymnasium Bellinzona wurde 1960 auf der «Triennale di Milano» ausgestellt[11] und befindet sich in der Liste der Kulturgüter in Bellinzona.

## Schriften
- Gianluigi Bisagni und Bruno Brocchi: «Grotti» (italienisch - deutsch), Verlag: Edizioni San Giorgio, Lugano, 1984[12]
- Bruno Brocchi, Niki Piazzoli (Hrsg.): «I Concorsi in Ticino - 1935 - 2005»,[13]
- Gianluigi Bisagni, Bruno Brocchi und Paolo Fumagalli (Hrsg.), «Franco Ponti 1924–1984»[14]